# Luis de la Cerda y de la Vega
Luis de la Cerda y de la Vega (ca.1442 - Écija, 25 de noviembre de 1501), v Conde de Medinaceli, i Duque de Medinaceli y i Conde de El Puerto de Santa María, noble castellano de la casa de Medinaceli. 
Acometió la construcción del palacio en la Villa de Cogolludo (Palacio de Cogolludo) con características muy similares al del Palacio del Infantado trazado por Juan Guas.  

## Biografía
Hijo de Gastón de la Cerda Sarmiento, iv conde de Medinaceli, y de Leonor de la Vega y Mendoza, señora de Cogolludo, hija de Iñigo López de Mendoza, i marqués de Santillana y primo de Iñigo López de Mendoza, ii conde de Tendilla. Tuvo mala suerte en el matrimonio teniendo tan solo una hija légitima, que no le sobrevivió, fue gracias a ciertas andanzas extramatrimoniales que pudo sobrevivir el linaje ducal, al reconocer tras una tardía boda a sus hijos naturales.
Se casó tres veces:
- En 1460 con Catalina Lasso de Mendoza, señora de Valfermoso de Tajuña. Matrimonio anulado el 14 de diciembre de 1472. Sin sucesión.
- En 1470 con Ana de Navarra y Aragón, Pretensa reina de Navarra (1451-1477). Matrimonio del que nació Leonor de la Cerda de Aragón y Navarra (1472-1497), casada en 1493 con Rodrigo Díaz de Vivar y Mendoza, i marqués del Cenete, que no dejó sucesión.
- En 1501 con Catalina Vique de Orejón (Catalina del Puerto), en la iglesia Prioral del Puerto de Santa María. Unión de la que nació en 1485 Juan de la Cerda Vique de Orejón (1485-1544), ii Duque de Medinaceli (legitimado tras el matrimonio de sus padres).
- Con una mujer de nombre desconocido, tuvo a Alonso (?-1543), señor de Enciso, a Pedro, caballero de la Orden de Santiago (?-1564) y a Juana.

Está enterrado en la Iglesia Colegial de Santa María en Medinaceli.
En 1479 la reina Isabel la Católica le otorga el ducado de Medinaceli (Torrecilla del Ducado - Guadalajara).